# 役用動物

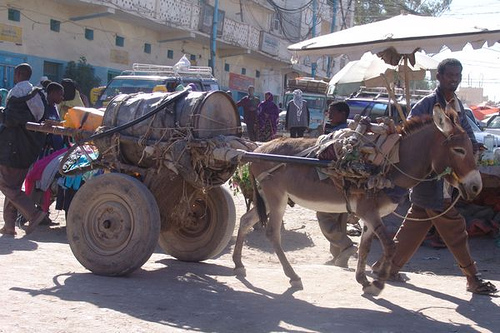
索馬利蘭的驢車（2009）

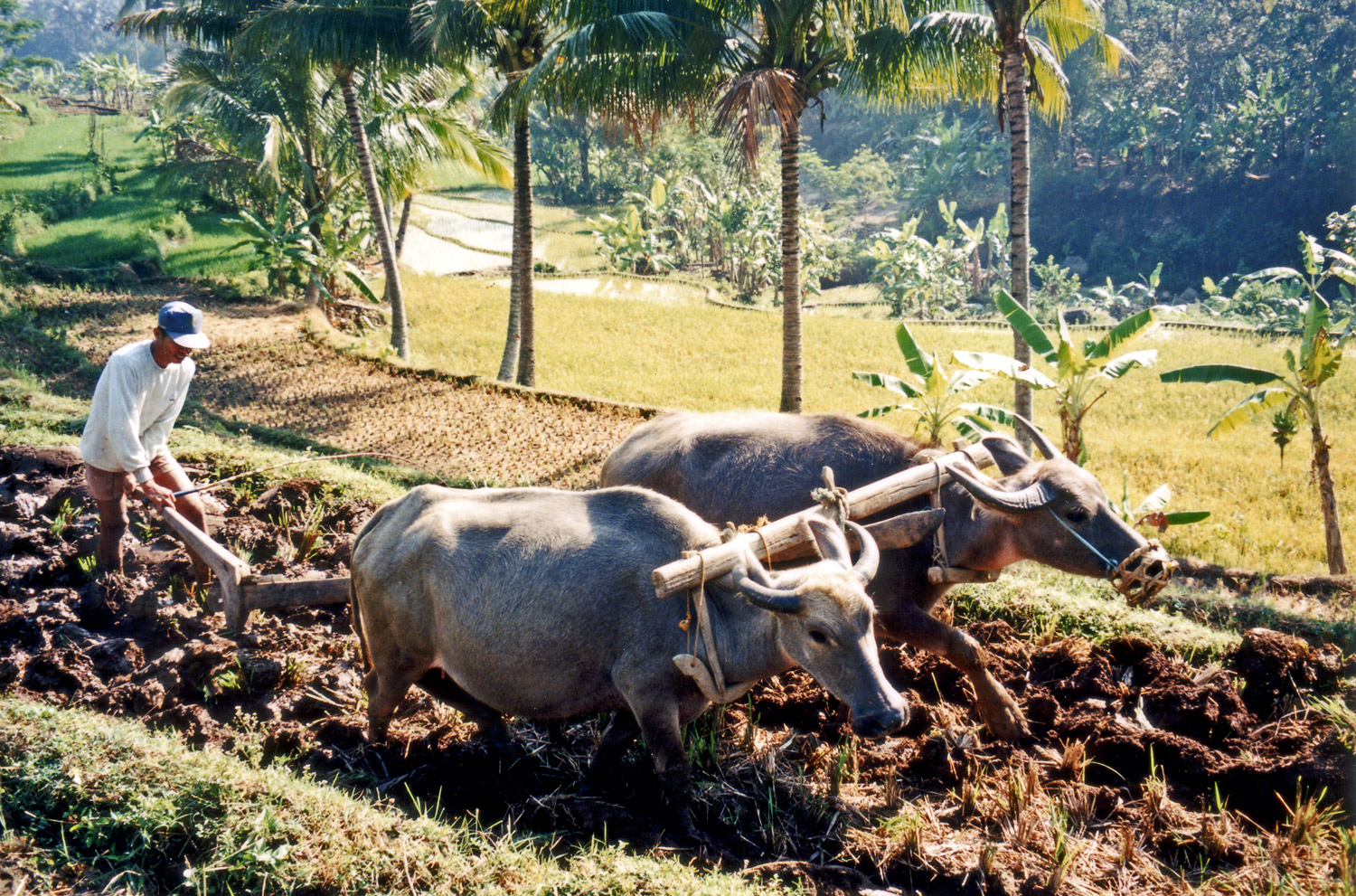
水牛在犁田

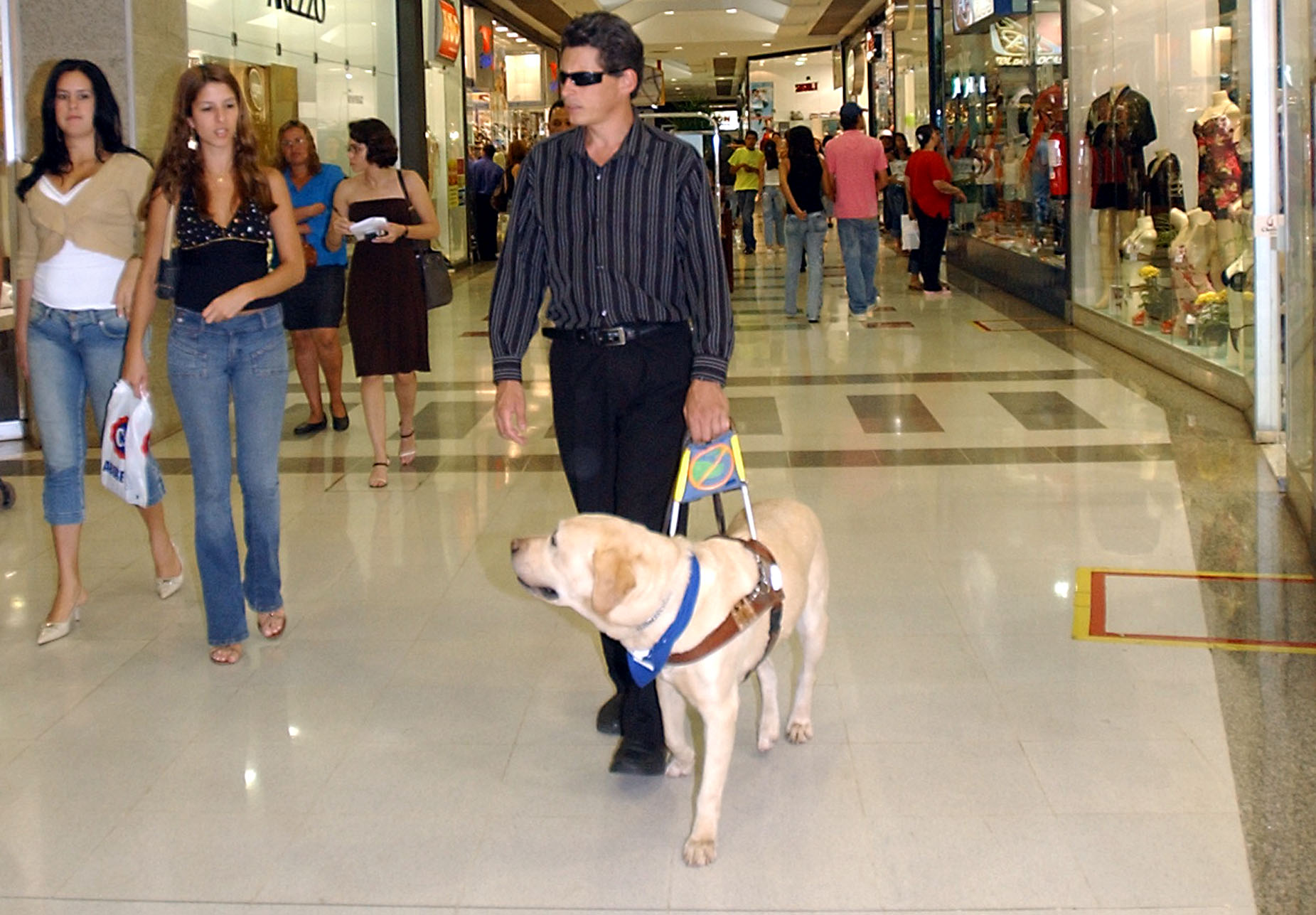
導盲犬

役用動物（working animal）或役畜是指为人类提供工作服务的家畜和家禽，其中包括用于驮运货物的驮畜（如骆驼、驮马），用于牵引的挽畜（比如挽马、耕牛、雪橇犬等）和提供技能服务的服务性动物（比如工作犬、信鸽、导盲马等）。
役用动物的發源歷史可溯自史前人類，而種類則以牛、馬為主。20世紀中期後，以牛、馬為大宗的役用動物被燃油式的牽引機取代。

## 簡介
人類使用家畜馱重或拉扯農具的年代相當久遠，在西元前9000年，動物被馴養同時，人類就拿其代替自己來背負或牽扯重物。例如美索不達米亞的牛，北歐的馴鹿等。這種動物拉車，經過交流後，於西元前2500年傳到印度，西元前1600年傳到埃及，西元前1300年傳到中國，另外，英國則到西元前500年，才開始操作這項技能。

## 種類
- 哺乳动物
  - 牛：最重要的役用動物。歷史可溯及美索不達米亞國。
  - 馬：用於拉車或戰爭，如馬車。
  - 驢：食量小，越野和背負能力強。埃及於西元前3000年即採用
  - 騾：較驢更溫順，馬與驢交配而成。
  - 狗：雪橇犬、警犬、护卫犬、治療犬、猎犬、搜救犬、牧羊犬、导盲犬等。
  - 象：南亚和東南亞國家，用作战象和丛林运输。
  - 馴鹿：寒帶國家。
  - 駱駝：沙漠地區國家。
  - 大羊駝：南美洲高原國家。
  - 家猪：可以用来寻觅松露。
  - 猫：用于清除鼠患。
  - 鼬：主要是蒙眼貂，用于狩猎。
- 鸟类
  - 家鸽：被驯化成信鸽后可以用来飞鸽传书。
  - 猛禽：比如金雕、栗翅鹰、游隼、红尾𫛭等，用于鹰猎。
  - 鸬鹚：东亚地区，用于鸬鹚捕鱼。